# Mulatu Astatke
Mulatu Astatke (amh. ሙላቱ አስአስጥቄ mulatu ästaṭḳe; ur. 19 grudnia 1943) - etiopski muzyk i aranżer, uznawany za ojca ethio-jazzu.
Pod koniec lat 50. został wysłany przez rodzinę na studia chemiczne do Walii, z których zrezygnował skupiając się na rozwoju muzycznym. W latach 60. przeprowadził się do USA, gdzie współpracował z wieloma wybitnymi artystami takimi jak m.in. Duke Ellington, z którym odbył trasę koncernową w rodzinnej Etiopii. 
Posiadacz tytułu doktora honoris causa na Berklee College of Music.

## Dyskografia

### Jako bandleader
- Maskaram Setaba, 7" (Addis Ababa, 1966)
- Afro-Latin Soul, Volume  (Worthy, 1966)
- Afro-Latin Soul, Volume 2 (Worthy, 1966)
- Mulatu of Ethiopia (Worthy, 1972)
- Yekatit Ethio-Jazz (Amha, 1974)
- Plays Ethio Jazz (Poljazz, 1989)
- Mulatu Astatke
- Assiyo Bellema
- Éthiopiques, Vol. 4: Ethio Jazz & Musique Instrumentale, 1969–1974 (Buda Musique, 1998)
- Mulatu Steps Ahead with the Either/Orchestra (Strut, 2010)
- Sketches of Ethiopia (Jazz Village, 2013)

### Jako członek zespołu
- Tche Belew razem z Hailu Mergia & The Walias Band (Kaifa, 1977)
- Inspiration Information razem z The Heliocentrics (2009)
- Cradle of Humanity razem z Black Jesus Experience (2016)
- To Know Without Knowing razem z Black Jesus Experience (2019)

### Obecny na kompilacjach
- Ethiopian Modern Instrumentals Hits (Amha, 1974)
- New York–Addis–London: The Story of Ethio Jazz 1965–1975
- The Rough Guide to the Music of Ethiopia  (World Music Network, 2004)
- Broken Flowers (Decca Records, 2005)